# Macrocera straatmani
Macrocera straatmani är en tvåvingeart som beskrevs av Loïc Matile 1988. Macrocera straatmani ingår i släktet Macrocera och familjen platthornsmyggor.
Artens utbredningsområde är Nya Kaledonien. Inga underarter finns listade i Catalogue of Life.